# Octineon lindahli
Octineon lindahli is een zeeanemonensoort uit de familie Octineonidae.
Octineon lindahli is voor het eerst wetenschappelijk beschreven door Carpenter in Carpenter & Jeffreys in 1871.